# Um Homem sem Importância
Um Homem sem Importância é um filme de drama brasileiro de 1971 dirigido por Alberto Salvá e estrelado por Oduvaldo Vianna Filho e Glauce Rocha. Considerado por Salvá seu "filme autoral" e "autobiográfico", foi para muitos críticos um dos lançamentos mais expressivos do cinema brasileiro em 1971. Ambientado no Rio de Janeiro, o enredo gira entorno de Flávio que, face a seu desemprego crônico, mais uma vez se desentende em casa. Seu pai é um mecânico rude, sem instrução, que vive mergulhado em seu trabalho. Flávio sai à rua para fazer nova tentativa de encontrar trabalho. Aos 30 anos de idade, sem qualquer perspectiva, sente que já perdeu a juventude e continua desprovido de chances de realização. Após ligeira tentativa de aproximação de um grupo jovem e um encontro com Selma, uma mulher desquitada que entende o seu drama, Flávio volta para casa, briga outra vez com o pai e espera novo dia para continuar a lutar por um lugar ao sol.
O conceito do filme surgiu da própria vida de Salvá que, antes de trabalhar em cinema, era um simples escriturário. Sua família era pobre e ele, sem especialização profissional nenhuma, fazia parte, no intervalo entre empregos, das longas filas de candidatos à espera de alguma oportunidade. Esta parte de sua vida, da qual, em certos momentos, parecia que jamais sairia, deixou marcas profundas nele. E assim deu-se origem a "Um Homem sem Importância", um "filme sofrido e, em síntese, autobiográfico".

## Enredo
Flávio é filho de um mecânico rude, sem instrução, que vive mergulhado em seu trabalho, sem tempo nem aptidões para compreender e dialogar com a família. Flávio vive de emprego em emprego, com intervalos desoladores entre um e outro. Ele quis parar de trabalhar por um ano para estudar e buscar algo mais significativo na vida, mas seu pai não permitiu. Agora, aos 30 anos, sem nenhuma qualificação profissional, ele lamenta até não poder ingressar, como contínuo, numa organização em crescimento, porque o limite de idade é de 28 anos.
A história se passa quase toda numa segunda-feira, quando, com uma coleção de anúncios classificados no bolso, Flávio vai de escritório em escritório, de recepção em recepção. Um encontro casual com um japonês que tenta a vida no Rio de Janeiro mostra a dureza da vida e as poucas oportunidades mesmo em países distantes. Um segundo encontro, com um conhecido de 36 anos, frequentemente desempregado, oferece um vislumbre do futuro que o aguarda.
Duas solidões se encontram: Flávio e Selma, uma mulher divorciada que mora com os pais para criar seu filho pequeno enquanto trabalha em um escritório. Eles se entregam ao amor, em um impulso irresistível, por alguns momentos esquecendo a dureza do mundo. De novo em casa, Flávio tem mais uma discussão com o pai, na qual desabafa desesperadamente seu amargor por não ter recebido uma formação que o preparasse melhor para a vida. Logo em seguida, o irmão mais novo, que sempre foi calado, demonstra compreender todo o drama de Flávio em um diálogo que lhes traz o reconhecimento de um destino por ser compartilhado, algo que podem enfrentar com menos amargura.

## Elenco
- Oduvaldo Vianna Filho como Flávio
- Glauce Rocha como Selma
- Rafael de Carvalho como Pai
- Lícia Magna como Mãe
- D'Artagnan Mello como Irmão
- Dita Côrte-Real como Garota do boliche
- Sílvio Fróes como Amigo da garota
- Célio de Barros como Amigo da garota
- Kazuo Kon como Motorista japonês
- Mário Prieto como Amigo desempregado
- Alberto Salvá como Dono do boliche[1]

## Produção
Alberto Salvá afirma que seu filme é amplamente influenciado pelo diretor italiano Pietro Germi, adotando uma abordagem neorrealista.

### Filmagens
As filmagens do filme ocorreram em apenas uma semana e contava com o mínimo de material (apenas 11 latas de negativos) que, por sua vez, era de qualidade híbrida. Tornou-se difícil dar unidade à fotografia, diz José de Almeida, diretor de fotografia e cinegrafista do filme. A câmara tinha apenas uma lente — uma zoom que ia de 35 a 135 mm.

## Recepção
Para muitos críticos, o filme foi um dos lançamentos mais expressivos do cinema brasileiro em 1971. Para o jornalista e diretor Sérvulo Siqueira, em sua análise para a edição 34 da revista Filme Cultura, o filme estava claramente desatualizado em relação às preferências do público brasileiro de cinema da época, sendo um "fracasso completo de bilheteria". No entanto, apesar de não ter sido bem recebido pelo público, a crítica cinematográfica brasileira correspondeu ao esforço, considerando Um Homem sem Importância um dos filmes mais significativos do ano. Siqueira nota a semelhança em muitos pontos ao cinema neorrealista italiano, comparando a obra com Umberto D. de Vittorio De Sica e com elementos de Pietro Germi, diretor do qual Salvá menciona ter tido influências para realizar filme. Apesar das influências, com a escolha da narrativa simples e despojada, iluminação básica, assunto sem grandes especulações, o diretor estava seguindo o curso que o cinema brasileiro estava seguindo na época, diz Siqueira.
Siqueira destaca que, apesar das circunstâncias históricas do Brasil em 1970/71 não serem o foco direto da obra, é crucial considerar o contexto socioeconômico e político da época. Enquanto o país enfrentava repressão contra guerrilhas urbanas, vivia um período de euforia econômica com crescimento de empregos e prosperidade na classe média através do mercado de capitais. Nesse cenário, quando a televisão brasileira também começava a transmitir em cores, um filme com orçamento modesto, elenco não estelar, filmado em preto e branco e explorando temas como a desigualdade na competição, a marginalização do homem de meia-idade e os conflitos sociais da classe média baixa oferece uma visão humana da realidade, rejeitando uma interpretação pessimista. A obra de Salvá mostra uma face sofrida do cinema brasileiro desta época. Um sofrimento que se expressa em Flávio, o protagonista.
"Salvá, em seu filme, nos mostra como é possível ser simples sem perder a emoção e o sentimento. No entanto, esta emoção e este sentimento não se derramam numa linha de fácil e superficial identificação nem diluem o afeto num abstrato discurso ideológico, que talvez fosse adequado em outras circunstâncias mas que soa com frequência como um falso panfleto  cinematográfico", conclui Sérvulo Siqueira.

## Prêmios
| Ano  | Prêmio                        | Categoria                           | Destinatário             | Resultado | Ref.                 |
| ---- | ----------------------------- | ----------------------------------- | ------------------------ | --------- | -------------------- |
| 1971 | Prêmio Air France             | Prêmio Especial                     | Alberto Salvá            | Venceu    | [ 9 ]                |
| 1971 | Prêmio Coruja de Ouro         | Melhor roteiro                      | Alberto Salvá            | Venceu    | [ 8 ] [ 10 ] [ 11 ]  |
| 1971 | Prêmio Adicional de Qualidade | —                                   | Um Homem sem Importância | Venceu    | [ 12 ]               |
| 1971 | Prêmio Governador do Estado   | Melhor argumento                    | Alberto Salvá            | Venceu    | [ 4 ] [ 13 ]         |
| 1972 | Prêmio Coruja de Ouro         | Melhor fotografia em preto e branco | José de Almeida          | Venceu    | [ 14 ] [ 15 ] [ 16 ] |